# Scaptesyle thestias
Scaptesyle thestias är en fjärilsart som beskrevs av Pieter Cornelius Tobias Snellen 1904. Scaptesyle thestias ingår i släktet Scaptesyle och familjen björnspinnare. Inga underarter finns listade.